# 風まかせ 新・諸国漫遊記
『風まかせ 新・諸国漫遊記』（かぜまかせ しん しょこくまんゆうき）は、1990年10月20日から2000年3月25日までフジテレビで土曜日の12時台などに生放送されていた旅番組。

## 番組概要
タレントが各地に旅に出て、観光スポットを満喫したり、さまざまな出会いを経験したりしながら旅の魅力を紹介するというコンセプト。「一万円の旅」などの企画が生まれた。
スタジオ部分では司会陣とレポーターがトークをし、行き先の概要を説明したり、こぼれ話を披露したりする。VTRを流す前、スタジオの出演者は「新諸国、漫遊記〜」といいながらカメラに向かって、指で○を描くような仕草をするのが通例となっていた。
オープニングのテーマソングとCM前のサウンドロゴは「風まかせ〜、風まかせ〜」という長唄調のもので（唄は杵屋徳衛）、後に本番組総合司会の生島ヒロシが『おもいッきりDON!』（日本テレビ系）に出演する際の肩書が「♪風まかせ〜」（第1部『1025』のみ）となった。後に別バージョンで歌ったのが坂上二郎。
番組晩年は11時45分からの75分番組になっていた。後にフジテレビ739で地上波放送分が放送された。2004年12月26日の13:30 - 14:25には年末スペシャルとして約5年ぶりに復活した。

## 歴代の司会者
| 期間       | 期間       | 総合司会   | 進行アシスタント | 進行アシスタント   |
| ---------- | ---------- | ---------- | ---------------- | ------------------ |
| 1990.10.6  | 1992.3.28  | 生島ヒロシ | 毒蝮三太夫       | ケント・デリカット |
| 1992.4.4   | 1995.3.25  | 生島ヒロシ | 島崎俊郎         | 佐藤里佳           |
| 1995.4.1   | 1999.3.27  | 生島ヒロシ | 恵俊彰           | 佐藤里佳           |
| 1999.4.3   | 2000.3.25  | 生島ヒロシ | 勝俣州和         | 深澤里奈           |
| 2004.12.26 | 2004.12.26 | 生島ヒロシ | 佐藤里佳         | 佐藤里佳           |

深澤、佐藤（いずれも当時）はフジテレビアナウンサー。

## 旅をした主な芸能人
- 相原勇
- ミスターちん（B21スペシャル）
- バカルディ（大竹一樹・三村マサカズ、現・さまぁ〜ず）
- ルー大柴
- 高田文夫 & 松村邦洋（新宿キッド）
- 石塚英彦（ホンジャマカ）
- 光浦靖子（オアシズ）
- TIM（レッド吉田・ゴルゴ松本）
- ラッシャー板前
- 松尾伴内
- 榊原るみと、その一人娘の松下恵
- 南野陽子
- ネプチューン（名倉潤・原田泰造・堀内健）
- K2（堀部圭亮・勝俣州和）
- 久保田篤・野々村真（いいとも青年隊）
- 榊原郁恵
- 井森美幸
- 吉村明宏
- 渡辺正行（コント赤信号）

など

## 歴代スタッフ
- ナレーション：キートン山田
- 企画：高橋松徳 → 遠藤龍之介 → 幸田さゆり・丹羽札郎（全員フジテレビ）
- 構成：浜田悠、森和盛、高瀬真尚、関根清貴 ほか【※毎回1人担当】
- 音楽：本多信介
- スタジオ技術：八峯テレビ、共同テレビジョン、彩光 → FLT
  - SW：高木真
  - カメラ：米山一男、浦部玲一、小林知司、竺原功二
  - 音声：竹林伸、中村仁
  - 照明：中村英二、八木原伸治
  - VE：川崎淳、原田昌宏、富沢茂明、梶川辰雄
- 美術：フジアール
  - プロデューサー：山田茂夫 → 中孝造
  - デザイン：水上啓光
  - 進行：堀部信行、田尻章、楫野淳司
- タイトル：川崎利治
- ロケ技術：VIC、東通、共同テレビジョン、ファーストハンド　ほか
  - カメラ：江藤新次郎、後藤一平、谷下辰郎、山本和明、猪俣康幸
  - VE：江藤恭真、金子徹・新海泰紀、岩崎義生・鈴木修一、榧下智之、栗原賢治
- 編集：高倉新吾（共同エディット）、鈴木健一郎・森田祐司・宿屋好孝（スタジオヴェルト）、井戸清（ヴィジュアルベイ）、石山新（メディアタウンMIC）
- MA：森司朗（共同エディット）、大竹雄一・真砂聡一郎（スタジオヴェルト）、宇野雅史（ヴィジュアルベイ）、田中光一（メディアタウンMIC）
- 音響効果：中島克（キュービック）、岡田貴志（マジカル）、有馬克己（東京サウンド企画　現 スカイウォーカー）、成岡知弘（SAVAN）、東藤雅人（プロジェクト80）
- TK：水野久美、瀬戸口節子、榎本幸子、今泉暢子
- デスク：中里優子
- アシスタントディレクター：増田正広、鴨井義明、西雅史、白井佐智子  ほか
- 広報：森隆志 → 別所美穂 → 中根将好（全員フジテレビ）
- アシスタントプロデューサー：石岡茂雄
- 演出ディレクター：田島俊朗 ／ つきざわけんじ、森本正直、片岡K、おのだドノバン久美子 (小野田久美子)、大野透、池田よしひろ　ほか
- プロデューサー：古賀憲一 (毎週)、古城和明 (毎週)、西山雅庸
- 協力：D:COMPLEX、ZION、MEN'S、ゼット、アジト　他
- 制作協力：日本テレワーク
- 制作著作：フジテレビ

## 放送時間
| 放送期間   | 放送期間   | 放送時間 (JST)               | 備考 |
| ---------- | ---------- | ---------------------------- | --- |
| 1990.10.20 | 1996.09    | 土曜日 12:00 - 12:55（55分） | |
| 1996.10    | 1999.03.27 | 土曜日 12:00 - 13:00（60分） | それまで12:55 - 14:20で放送されていた『週刊スタミナ天国』が5分繰り下がり、『スタミナ天国ターボ』に改題したのに伴い、5分拡大。 |
| 1999.04.03 | 1999.09    | 土曜日 11:45 - 13:00（75分） | 『FNNスピーク』を15分短縮した上で、本番組を拡大。                                                                             |
| 1999.10    | 2000.03.25 | 土曜日 12:00 - 13:00（60分） | 11:45 - 12:00に『うなぎのぼり研究所』（恵の相方である石塚英彦が司会）が編成され、再び60分間の放送となる。                     |

## 関連書籍
- 『新・諸国漫遊記 保存版 関東編』フジテレビ出版、1996年、ISBN 4-594-02080-1。